# Marc Maron
Marc Maron (* 27. září 1963) je americký komik. Vyrůstal v New Jersey, avšak později kvůli práci jeho otce odešel s rodinou na Aljašku a později do Nového Mexika. Později studoval na Bostonské univerzitě, kde získal diplom z anglické literatury. V roce 1987 poprvé vystupoval jako stand-up komik. Od roku 2009 uvádí podcastový a rozhlasový pořad nazvaný WTF with Marc Maron. Maron v něm dělá rozhovory s osobnostmi z různých oborů – mezi osobnosti patří například politik Barack Obama, hudebník John Cale či komik Louis C.K. (ve dvojepizodě). V letech 2013 až 2016 měl vlastní komediální televizní pořad Maron. Rovněž hrál v několika filmech.